# Ocyale lanca
Ocyale lanca là một loài nhện trong họ Lycosidae.
Loài này thuộc chi Ocyale. Ocyale lanca được Ferdinand Karsch miêu tả năm 1879.